# Нижняя Тура (станция)
Нижняя Тура — грузопассажирская станция Свердловской железной дороги, железнодорожный вокзал города Нижней Туры Свердловской области России, одна из трёх станций города. Конечная станция нижнетуринского ответвления от линии Гороблагодатская — Серов, началом которого является станция Выя.
Станция Нижняя Тура находится в западной части города. На станции есть каменный двухэтажный вокзал с большим залом ожидания в стиле конструктивизма, построенное в середине XX века, с комплексом хозяйственных зданий, в том числе водонапорной башней начала XX века. От станции отходят подъездные пути к нескольким промышленным предприятиям города.
Через Нижнюю Туру не ходят поезда дальнего следования. Имеется только пригородное и грузовое сообщение. На станции останавливаются пригородные электропоезда Нижний Тагил — Верхотурье и Нижний Тагил — Серов.